# Jana Pérez
Jana Pérez (Barcelona, 23 de septiembre de 1986) es una actriz y modelo española.

## Biografía
Criada en el barrio de Horta (Barcelona), debutó como modelo publicitaria a los 6 años. A esa misma edad conoció a su padre (que es de Ceuta).
Su abuelo fue campeón de boxeo en España.
En 2013 protagonizó la campaña mundial The House of Häagen-Dazs, junto al hombre más sexy del año, Bradley Cooper.

## Filmografía
- 2013: Love Matters (como Matilda)
- 2015: Cinderella (como princesa Chelina de Zaragoza)
- 2016: Our Kind of Traitor (como Maria)
- 2018: Fariña (como Camila Reyes)
- 2018: Holmes & Watson (como esposa de Lestrade)
- 2021: The One (como Sophia Rodriguez)